# Lestes secula
Lestes secula är en trollsländeart som beskrevs av May 1993. Lestes secula ingår i släktet Lestes och familjen glansflicksländor. Inga underarter finns listade i Catalogue of Life.